# Seznam písní Zdeňka Svěráka

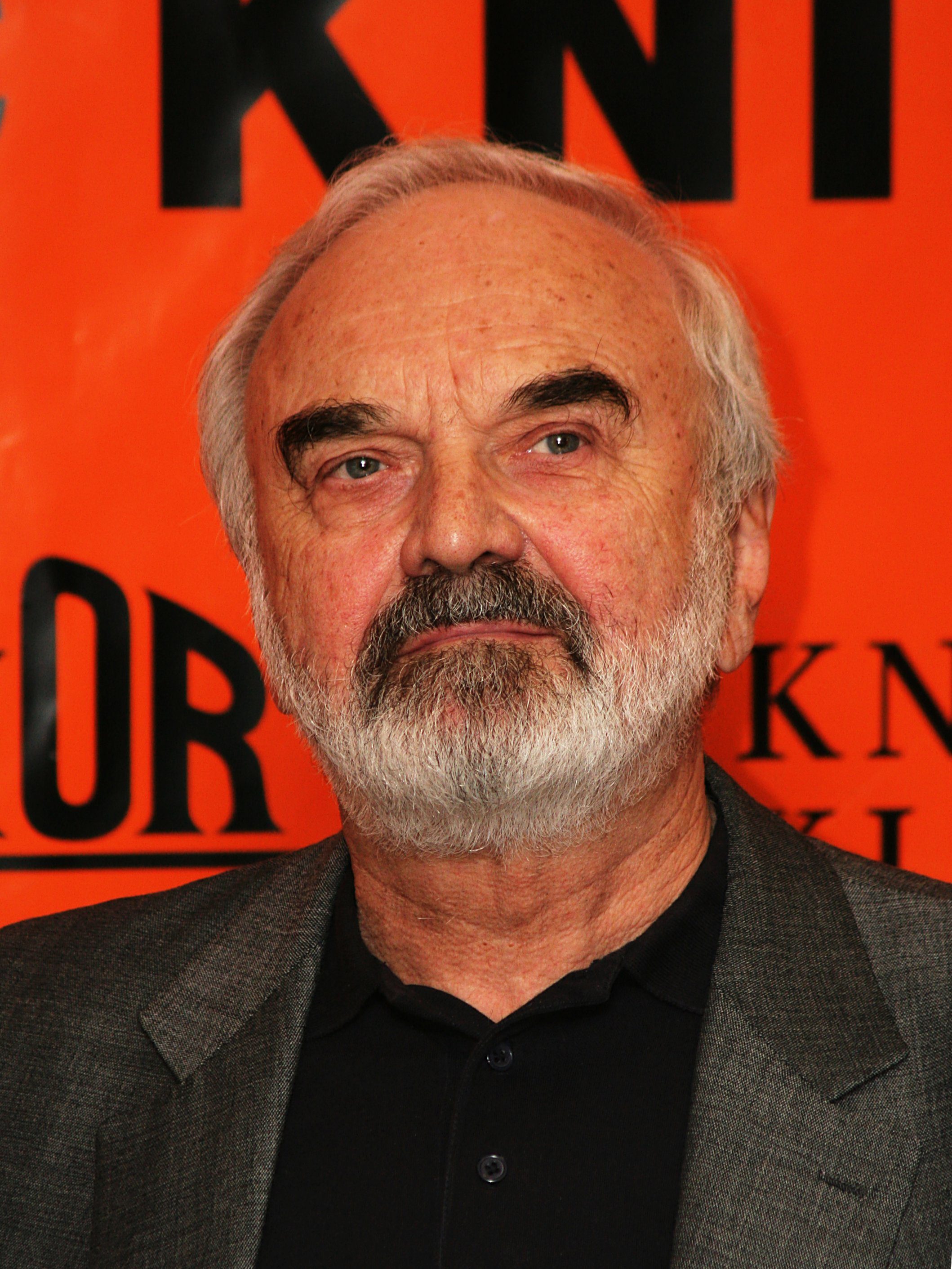
Zdeněk Svěrák (2007)

Seznam písní Zdeňka Svěráka uvádí přehled písní, k nimž text napsal Zdeněk Svěrák. Hudbu k jeho písním skládají Jaroslav Jakoubek, Ivan Mládek, Zdeněk Petr, Mojmír Smékal, Petr Skoumal, Ivan Štědrý, Jaroslav Uhlíř či Antonín Ulrich.
V seznamu jsou písně seřazeny dle abecedního pořadí jejich názvu, následně je uveden autor nápěvu a případně v závorce originální název skladby, je-li hudba přejata ze zahraniční. Dále je zmíněno jméno interpreta, název alba a rok, kdy poprvé skladba vyšla.

## A
- „Ach, můj život, živůtek“ – nápěv Petr Skoumal – Písničky z Večerníčků (2014)[2]
- „Alchymisti“ – nápěv Jaroslav Uhlíř – Zdeněk Svěrák, Jaroslav Uhlíř: Alchymisti (2011)[3]
- „Angličtina“ – nápěv Jaroslav Uhlíř – Zdeněk Svěrák, Jaroslav Uhlíř: Jupí (2014)[4]
- „Ani k stáru…“ – nápěv Jaroslav Uhlíř – Zdeněk Svěrák, Jaroslav Uhlíř: Hity a skorohity (2008)[5]
- „Asfaltér“ – nápěv Jaroslav Uhlíř – Zdeněk Svěrák, Jaroslav Uhlíř: Nemít prachy – nevadí… (1999)[6]
- „Ať smolařům je hej“ – nápěv Jaroslav Uhlíř – Zdeněk Svěrák, Jaroslav Uhlíř: Alchymisti (2011)[3]
- „Auta“ – nápěv Jaroslav Uhlíř – Zdeněk Svěrák, Jaroslav Uhlíř: Hlavně nesmí býti smutno… (1995)[7]
- „Až půjdeš spát“ – nápěv Ivan Mládek[8]
- „Až se jaro do přírody navrátí“ – nápěv Petr Skoumal – Písničky z Večerníčků (2014)[2]

## B
- „Bára se ráda bojí“ – nápěv Jaroslav Uhlíř – Zdeněk Svěrák, Jaroslav Uhlíř: Alchymisti (2011)[3]
- „Barbora píše z tábora“ – nápěv Jaroslav Uhlíř – Zdeněk Svěrák, Jaroslav Uhlíř: …aby bylo přímo veselo (1994)[9]
- „Barvy“ – nápěv Jaroslav Uhlíř – Zdeněk Svěrák, Jaroslav Uhlíř: …zažít krachy – nevadí! (2003)[10]
- „Blešáci a blešky, máme život těžký“ – nápěv Petr Skoumal – Písničky z Večerníčků (2014)[2]
- „Bleší cirkus“ – nápěv Petr Skoumal – Eva Košlerová: Další příběhy Včelích medvídků (1997)[11]
- „Bloudím lesem“ – nápěv Jaroslav Uhlíř – Zdeněk Svěrák, Jaroslav Uhlíř: …natož aby se brečelo (1997)[12]
- „Bohumil“ – nápěv Jaroslav Uhlíř[13]
- „Boty pro Kvapníka“ – nápěv Petr Skoumal – Eva Košlerová: Příběhy včelích medvídků (1995)[14]
- „Brekeke a bububu“ – nápěv Jaroslav Uhlíř – Dagmar Patrasová: Školička s Dádou (1994)[15]
- „Brouci na jaře“ – nápěv Jaroslav Uhlíř – Dagmar Patrasová: Narozeniny s Dádou[16]
- „Brýle“ – nápěv Jaroslav Uhlíř – Zdeněk Svěrák, Jaroslav Uhlíř: …natož aby se brečelo (1997)[12]
- „Budulínek“ (minioperka) – nápěv Jaroslav Uhlíř – Zdeněk Svěrák, Jaroslav Uhlíř: …zažít nudu – vadí! (2005)[17]
- „Buď fit!“ – nápěv Josef Kolín – Milan Drobný: Vrátím se rád (1972)[18]
- „Bumbrlíček“ – nápěv Jaroslav Uhlíř – Zdeněk Svěrák, Jaroslav Uhlíř: Vánoční a noční sny (2000)[19]
- „Buřtík a Špejlička“ – nápěv Jaroslav Uhlíř – Zdeněk Svěrák, Jaroslav Uhlíř: Jupí (2014)[4]
- „Byl rodič a měl děcko“ – nápěv Jaroslav Uhlíř[13]

## C
- „Co to, tetka, pletete?“ – nápěv Petr Skoumal – Písničky z Večerníčků (2014)[2]
- „Copánek“ – nápěv Jaroslav Uhlíř – Zdeněk Svěrák, Jaroslav Uhlíř: Jupí (2014)[4]
- „Cvrčkovi ukradli housličky“ – nápěv Jaroslav Uhlíř – Zdeněk Svěrák, Jaroslav Uhlíř: Nemít prachy – nevadí… (1999)[6]

## Č
- „Čáp“ – nápěv Jaroslav Uhlíř – Zdeněk Svěrák, Jaroslav Uhlíř: Písničky o zvířatech (2003)[20]
- „Čarovná zahrádka“ – nápěv Petr Skoumal – Eva Košlerová: Další příběhy Včelích medvídků (1997)[11]
- „Čechy krásné, Čechy vaše“ – nápěv Jaroslav Uhlíř – Zdeněk Svěrák, Jaroslav Uhlíř: …natož aby se brečelo (1997)[12]
- „Černobílé filmy“ – nápěv Jaroslav Uhlíř – Zdeněk Svěrák, Jaroslav Uhlíř: Hity a skorohity (2008)[5]
- „Černý deštník“ – nápěv Jaroslav Uhlíř – Zdeněk Svěrák, Jaroslav Uhlíř: Vánoční a noční sny (2000)[19]
- „Červené kuřátko“ – nápěv Jaroslav Uhlíř – Dagmar Patrasová: Baby studio s Dádou (1995)[21]
- „Červíkův popěvek“ – nápěv Petr Skoumal – Písničky z Večerníčků (2014)[2]
- „Čmeláku chlupatý, už ti šlapu na paty“ – nápěv Petr Skoumal – Písničky z Večerníčků (2014)[2]

## D
- „Dam dam duky duky dam“ – nápěv Jeff Christie – Jiří Pron: Dam dam duky duky dam / Neumím ti lhát (1971)[22]
- „Dáme klukovi školy“ – nápěv Jaroslav Uhlíř – Zdeněk Svěrák, Jaroslav Uhlíř: Hity a skorohity (2008)[5]
- „Dáša jedla cukroví“ – nápěv Ivan Mládek[8]
- „Datel“ – nápěv Jaroslav Uhlíř – Zdeněk Svěrák, Jaroslav Uhlíř: …zažít krachy – nevadí! (2003)[10]
- „Dědečku, neskuhrej“ – nápěv Jaroslav Uhlíř – Zdeněk Svěrák, Jaroslav Uhlíř: …aby bylo přímo veselo (1994)[9]
- „Dělání“ – nápěv Jaroslav Uhlíř – Zdeněk Svěrák, Jaroslav Uhlíř: Není nutno… (1993)[23]
- „Den je slunečný“ – nápěv Jaroslav Uhlíř[24]
- „Déšť bubnuje na lepenku“ – nápěv Jaroslav Uhlíř – Zdeněk Svěrák, Jaroslav Uhlíř: Hity a skorohity (2008)[5]
- „Dětinové“ – nápěv Jaroslav Uhlíř – Zdeněk Svěrák, Jaroslav Uhlíř: …natož aby se brečelo (1997)[12]
- „Dětské oddělení“ – nápěv Jaroslav Uhlíř – Zdeněk Svěrák, Jaroslav Uhlíř: Nemít prachy – nevadí… (1999)[6]
- „Děvčátka vopuštěný“ – nápěv Jaroslav Uhlíř – Jaroslav Uhlíř, Karel Šíp: V Hitšarádě (1984)[25]
- „Dívka s modrou matrací“ – nápěv Ivan Mládek[8]
- „Divoká Šárka“ – nápěv Jaroslav Uhlíř – Zdeněk Svěrák, Jaroslav Uhlíř: Takovej ten s takovou tou (2009)[26]
- „Dlouhá chvíle“ – nápěv Petr Skoumal – Eva Košlerová: Včelí medvídci a Pučmeloud (2004)[27]
- „Dospělej není zlej“ – nápěv Jaroslav Uhlíř – Dagmar Patrasová: Pasu, pasu písničky (2010)[28]
- „Dravci“ – nápěv Jaroslav Uhlíř – Zdeněk Svěrák, Jaroslav Uhlíř: Nemít prachy – nevadí… (1999)[6]
- „Dredy“ – nápěv Jaroslav Uhlíř – Zdeněk Svěrák, Jaroslav Uhlíř: Takovej ten s takovou tou (2009)[26]
- „Duha duhová“ – nápěv Petr Skoumal – Eva Košlerová: Příběhy včelích medvídků (1995)[14]
- „Duše v peří“ – nápěv Jaroslav Uhlíř – Zdeněk Svěrák, Jaroslav Uhlíř: Nemít srdce – vadí… (2001)[29]

## E
- „Edu vzali k fotografovi“ – nápěv Jaroslav Uhlíř – Zdeněk Svěrák, Jaroslav Uhlíř: Hlavně nesmí býti smutno… (1995)[7]
- „Elektrický valčík“[p 1] – nápěv Jaroslav Uhlíř – Zdeněk Svěrák, Jaroslav Uhlíř: Není nutno… (1993)[23]
- „Eskamotér“ – nápěv Jaroslav Uhlíř – Zdeněk Svěrák, Jaroslav Uhlíř: Nemít srdce – vadí… (2001)[29]
- „Eskymáček“ – nápěv Jaroslav Uhlíř – Zdeněk Svěrák, Jaroslav Uhlíř: Alchymisti (2011)[3]

## F
- „Fialová nadílka“ – nápěv Petr Skoumal – Eva Košlerová: Nové příběhy a písničky Včelích medvídků (1998)[31]
- „Fialový duch“ – nápěv Petr Skoumal – Písničky z Večerníčků (2014)[2]

## H
- „Hadi“ – nápěv Jaroslav Uhlíř – Zdeněk Svěrák, Jaroslav Uhlíř: …natož aby se brečelo (1997)[12]
- „Hají“ – nápěv Jaroslav Uhlíř – Zdeněk Svěrák, Jaroslav Uhlíř: …zažít krachy – nevadí! (2003)[10]
- „Hajný je lesa pán“ – nápěv Jaroslav Uhlíř – Zdeněk Svěrák, Jaroslav Uhlíř: 20 let písniček z pořadu Hodina zpěvu (2007)[32]
- „Haló, lidi, haló, brouci“ – nápěv Petr Skoumal – Písničky z Večerníčků (2014)[2]
- „Harmoniko foukací“ – nápěv Jaroslav Uhlíř – Zdeněk Svěrák, Jaroslav Uhlíř: Takovej ten s takovou tou (2009)[26]
- „Hladová zeď“ – nápěv Jaroslav Uhlíř – Zdeněk Svěrák, Jaroslav Uhlíř: Nemít srdce – vadí… (2001)[29]
- „Hlásím vám“ – nápěv Jaroslav Uhlíř – Josef Laufer: Maraton 1969–2008 (2011)[33]
- „Hlavně, že jsme na vzduchu“ – nápěv Jaroslav Uhlíř – Zdeněk Svěrák, Jaroslav Uhlíř: Hlavně nesmí býti smutno… (1995)[7]
- „Hlohy“ – nápěv Jaroslav Uhlíř – Zdeněk Svěrák, Jaroslav Uhlíř: Nemít srdce – vadí… (2001)[29]
- „Hlupáku, najdu tě“ – nápěv Jaroslav Uhlíř – Zdeněk Svěrák, Jaroslav Uhlíř: 20 let písniček z pořadu Hodina zpěvu (2007)[32]
- „Holky z Polabí“ – nápěv Jaroslav Uhlíř – Zdeněk Svěrák, Jaroslav Uhlíř: Není nutno… (1993)[23]
- „Holubí dům“[p 2] – nápěv Jaroslav Uhlíř – Jiří Schelinger: Holubí dům (1973)[34]
- „Horymír“ – nápěv Jaroslav Uhlíř – Zdeněk Svěrák, Jaroslav Uhlíř: …zažít krachy – nevadí! (2003)[10]
- „Hospůdka“ – nápěv Jaroslav Uhlíř – Zdeněk Svěrák, Jaroslav Uhlíř: Hity a skorohity (2008)[5]
- „Hrady a zámky“ – nápěv Jaroslav Uhlíř – Zdeněk Svěrák, Jaroslav Uhlíř: Takovej ten s takovou tou (2009)[26]
- „Hvězdáři“ – nápěv Jaroslav Uhlíř – Zdeněk Svěrák, Jaroslav Uhlíř: Nemít srdce – vadí… (2001)[29]

## Ch
- „Chodil jsem mnoho let“ – hudba Jiří Burian – Jiří Burian: Bohemia[35]
- „Chvála slepic“ – nápěv Jaroslav Uhlíř – Dagmar Patrasová: Pasu, pasu písničky (2010)[28]
- „Chválím Tě, Země má“ – nápěv Jaroslav Uhlíř – Zdeněk Svěrák, Jaroslav Uhlíř: Hlavně nesmí býti smutno… (1995)[7]
- „Chvátám“ – nápěv Petr Skoumal – Eva Košlerová: Včelí medvídci a Pučmeloud (2004)[27]

## J
- „Já se vznáším“ – nápěv Jaroslav Uhlíř – Hana Zagorová (1973)[36]
- „Já si plavu se svou lodí“ – nápěv Petr Skoumal – Písničky z Večerníčků (2014)[2]
- „Jabloňový list“ – nápěv Jaroslav Uhlíř – Jiří Schelinger: Jsem prý blázen jen (2006)[37]
- „Jahody trhala“ – nápěv Mojmír Smékal[8]
- „Jak malovali, až vymalovali“ – nápěv Petr Skoumal – Eva Košlerová: Příběhy včelích medvídků (1995)[14]
- „Jak našli poklad“ – nápěv Petr Skoumal – Eva Košlerová: Příběhy včelích medvídků (1995)[14]
- „Jak se koníček splašil“ – nápěv Petr Skoumal – Eva Košlerová: Příběhy včelích medvídků (1995)[14]
- „Jak se učili létat“ – nápěv Petr Skoumal – Eva Košlerová: Příběhy včelích medvídků (1995)[14]
- „Jak si hráli se zimou“ – nápěv Petr Skoumal – Eva Košlerová: Příběhy včelích medvídků (1995)[14]
- „Jak tak po tom světě jdeme“ – nápěv Jaroslav Uhlíř – Dagmar Patrasová: Baby studio s Dádou (1995)[38]
- „Jakou barvu má vážka“ – nápěv Petr Skoumal – Eva Košlerová: Nové příběhy a písničky Včelích medvídků (1998)[31]
- „Jaro dělá pokusy“ – nápěv Jaroslav Uhlíř – Zdeněk Svěrák, Jaroslav Uhlíř: …aby bylo přímo veselo (1994)[9]
- „Jaromil“ – nápěv Jaroslav Uhlíř – Zdeněk Svěrák, Jaroslav Uhlíř: Vánoční a noční sny (2000)[19]
- „Je statisticky dokázáno“ – nápěv Jaroslav Uhlíř – Zdeněk Svěrák, Jaroslav Uhlíř: 20 let písniček z pořadu Hodina zpěvu (2007)[32]
- „Jedeme vlakem“ – nápěv Jaroslav Uhlíř – Zdeněk Svěrák, Jaroslav Uhlíř: …zažít nudu – vadí! (2005)[17]
- „Jediný Pučmeloud na světě“ – nápěv Petr Skoumal – Eva Košlerová: Další příběhy Včelích medvídků (1997)[11]
- „Jedličky“ – nápěv Jaroslav Uhlíř – Zdeněk Svěrák, Jaroslav Uhlíř: Vánoční a noční sny (2000)[19]
- „Jednoduchá pískací“ – nápěv Jaroslav Uhlíř – Zdeněk Svěrák, Jaroslav Uhlíř: Nemít prachy – nevadí… (1999)[6]
- „Jestli to nebude láska?“ – nápěv Jaroslav Uhlíř – Zdeněk Svěrák, Jaroslav Uhlíř: Hity a skorohity (2008)[5]
- „Jevíčko“ – nápěv Jaroslav Uhlíř – Zdeněk Svěrák, Jaroslav Uhlíř: …zažít nudu – vadí! (2005)[17]
- „Jitrocel“ – nápěv Jaroslav Uhlíř – Jitka Molavcová (1972)[36]
- „Jsem nádraží“ – nápěv Jaroslav Uhlíř – Zdeněk Svěrák, Jaroslav Uhlíř: Hity a skorohity (2008)[5]
- „Jsem vášnivá“ – nápěv Jaroslav Uhlíř – Dagmar Patrasová: Školička s Dádou (1994)[15]
- „Jupí“ – nápěv Jaroslav Uhlíř – Zdeněk Svěrák, Jaroslav Uhlíř: Jupí (2014)[4]

## K
- „Káča našla ptáče“ – nápěv Jaroslav Uhlíř – Zdeněk Svěrák, Jaroslav Uhlíř: Písničky o zvířatech (2003)[20]
- „Kamarádka lípa“ – nápěv Jaroslav Uhlíř – Zdeněk Svěrák, Jaroslav Uhlíř: …natož aby se brečelo (1997)[12]
- „Kapesníčky“ – nápěv Antonín Ulrich[39]
- „Karkulka“ (minioperka) – nápěv Jaroslav Uhlíř – Zdeněk Svěrák, Jaroslav Uhlíř: …zažít nudu – vadí! (2005)[17]
- „Kaštany“ – nápěv Jaroslav Uhlíř – Zdeněk Svěrák, Jaroslav Uhlíř: …zažít nudu – vadí! (2005)[17]
- „Každý den“ – nápěv Jaroslav Uhlíř – Zdeněk Svěrák, Jaroslav Uhlíř: 20 let písniček z pořadu Hodina zpěvu (2007)[32]
- „Kdyby se v komnatách“ – nápěv Jaroslav Uhlíř – Zdeněk Svěrák, Jaroslav Uhlíř: 20 let písniček z pořadu Hodina zpěvu (2007)[32]
- „Kdybych byla vlaštovkou“ – nápěv Jaroslav Uhlíř – Dagmar Patrasová: Pasu, pasu písničky (2010)[28]
- „Když byla maminka dívčinou“ – nápěv Jaroslav Uhlíř – Zdeněk Svěrák, Jaroslav Uhlíř: …aby bylo přímo veselo (1994)[9]
- „Když je pěkné počasí“ – nápěv Jaroslav Uhlíř – Zdeněk Svěrák, Jaroslav Uhlíř: Takovej ten s takovou tou (2009)[26]
- „Když je smůla příliš velká“ – nápěv Petr Skoumal – Písničky z Večerníčků (2014)[2]
- „Když jsem já šel do lidušky“ – nápěv Jaroslav Uhlíř – Zdeněk Svěrák, Jaroslav Uhlíř: …aby bylo přímo veselo (1994)[9]
- „Když jsem tě jablůňko…“ – nápěv Jaroslav Uhlíř – Zdeněk Svěrák, Jaroslav Uhlíř: Nemít srdce – vadí… (2001)[29]
- „Když na les padá sníh“ – nápěv Jaroslav Uhlíř – Zdeněk Svěrák, Jaroslav Uhlíř: Vánoční a noční sny (2000)[19]
- „Když se holky vracejí“ – nápěv Jaroslav Uhlíř – Zdeněk Svěrák, Jaroslav Uhlíř: Alchymisti (2011)[3]
- „Když se zamiluje kůň“ – nápěv Jaroslav Uhlíř – Zdeněk Svěrák, Jaroslav Uhlíř: …aby bylo přímo veselo (1994)[9]
- „Když si táta pohvizduje“ – nápěv Jaroslav Uhlíř – Zdeněk Svěrák, Jaroslav Uhlíř: Nemít prachy – nevadí… (1999)[6]
- „Když si tě dívko představím“ – nápěv Jaroslav Uhlíř – Zdeněk Svěrák, Jaroslav Uhlíř: Jupí (2014)[4]
- „Když sovy loví“ – nápěv Jaroslav Uhlíř – Zdeněk Svěrák, Jaroslav Uhlíř: Jupí (2014)[4]
- „Když tak venku sněží, sněží“ – nápěv Petr Skoumal – Písničky z Večerníčků (2014)[2]
- „Klavírista“ – nápěv Jaroslav Uhlíř – Zdeněk Svěrák, Jaroslav Uhlíř: Hity a skorohity (2008)[5]
- „Klouzky“ – nápěv Jaroslav Uhlíř – Zdeněk Svěrák, Jaroslav Uhlíř: Hlavně nesmí býti smutno… (1995)[7]
- „Kluci, kluci s klukama“ – nápěv Jaroslav Uhlíř – Zdeněk Svěrák, Jaroslav Uhlíř: Hity a skorohity (2008)[5]
- „Kmotříček smích“ – nápěv Jaroslav Uhlíř – Dagmar Patrasová: Vánoce s Dádou (1996)[40]
- „Koloběžka“ – nápěv Jaroslav Uhlíř – Dagmar Patrasová: Pasu, pasu písničky (2010)[28]
- „Kolony“ – nápěv Jaroslav Uhlíř – Zdeněk Svěrák, Jaroslav Uhlíř: Alchymisti (2011)[3]
- „Komíny“ – nápěv Jaroslav Uhlíř – Zdeněk Svěrák, Jaroslav Uhlíř: …aby bylo přímo veselo (1994)[9]
- „Komu se stýská“ – nápěv Jaroslav Uhlíř – Zdeněk Svěrák, Jaroslav Uhlíř: Alchymisti (2011)[3]
- „Koníčku můj“ – nápěv Jaroslav Uhlíř – Zdeněk Svěrák, Jaroslav Uhlíř: …natož aby se brečelo (1997)[12]
- „Koráby“ – nápěv Jaroslav Uhlíř – Zdeněk Svěrák, Jaroslav Uhlíř: …zažít nudu – vadí! (2005)[17]
- „Kousavá deka“ – nápěv Ivan Mládek[8]
- „Koutek ztracených dětí“ – nápěv Jaroslav Uhlíř – Zdeněk Svěrák, Jaroslav Uhlíř: Nemít srdce – vadí… (2001)[29]
- „Krabice od čaje“ – nápěv Jaroslav Uhlíř – Josef Laufer: V roce 1969 (2009)[33]
- „Kraj a dívka“ – nápěv Jaroslav Uhlíř – Jiří Štědroň: Poutníče příští… (2013)[41]
- „Krávy, krávy“ – nápěv Jaroslav Uhlíř – Zdeněk Svěrák, Jaroslav Uhlíř: Hlavně nesmí býti smutno… (1995)[7]
- „Křížovky“ – nápěv Jaroslav Uhlíř – Zdeněk Svěrák, Jaroslav Uhlíř: Hlavně nesmí býti smutno… (1995)[7]
- „Kuře v autě“ – nápěv Jaroslav Uhlíř – Zdeněk Svěrák, Jaroslav Uhlíř: …natož aby se brečelo (1997)[12]
- „Kytara“ – nápěv Jaroslav Uhlíř – Jitka Molavcová: Pop galerie (2010)[42]

## L
- „Labutě“ – nápěv Jaroslav Uhlíř – Zdeněk Svěrák, Jaroslav Uhlíř: …natož aby se brečelo (1997)[12]
- „Láďa jede lodí“ – nápěv Ivan Mládek[8]
- „Lampař“ – nápěv Jaroslav Uhlíř – Zdeněk Svěrák, Jaroslav Uhlíř: Jupí (2014)[4]
- „Láska hory přenáší“ – nápěv Jaroslav Uhlíř – Zdeněk Svěrák, Jaroslav Uhlíř: Vánoční a noční sny (2000)[19]
- „Létací“ – nápěv Petr Skoumal – Písničky z Večerníčků (2014)[2]
- „Letecký den“ – nápěv Petr Skoumal – Eva Košlerová: Nové příběhy a písničky Včelích medvídků (1998)[31]
- „Lída“ – nápěv Jaroslav Uhlíř – Zdeněk Svěrák, Jaroslav Uhlíř: …natož aby se brečelo (1997)[12]
- „Listopad“ – nápěv Jaroslav Uhlíř[13]
- „Louka zase rozkvétá“ – nápěv Petr Skoumal – Písničky z Večerníčků (2014)[2]

## M
- „Mám nejhoršího koně“ – nápěv Jaroslav Uhlíř – Zdeněk Svěrák, Jaroslav Uhlíř: Hity a skorohity (2008)[5]
- „Mám ráda hajnýho“ – nápěv Antonín Ulrich[39][p 3] – Jana Petrů: Tenkrát a dnes: singly 1962–1977 (2008)[43]
- „Máma, máma“ – nápěv Simon Reyes („Mama, mama“) – Helena Vrtichová: Zpívej dál (1972)[44]
- „Maminčin perník“ – nápěv Jaroslav Uhlíř[45]
- „Maškarní plesy“ – nápěv Jaroslav Uhlíř – Zdeněk Svěrák, Jaroslav Uhlíř: Nemít prachy – nevadí… (1999)[6]
- „Mateřinky“ – nápěv Jaroslav Uhlíř – Zdeněk Svěrák, Jaroslav Uhlíř: Jupí (2014)[4]
- „Medový soudek“ – nápěv Petr Skoumal – Eva Košlerová: Příběhy včelích medvídků (1995)[14]
- „Meliorační“ – nápěv Jaroslav Uhlíř – Zdeněk Svěrák, Jaroslav Uhlíř: Hity a skorohity (2008)[5]
- „Město na řece“ – nápěv Jaroslav Uhlíř – Zdeněk Svěrák, Jaroslav Uhlíř: Alchymisti (2011)[3]
- „Mláďata“ – nápěv Jaroslav Uhlíř – Zdeněk Svěrák, Jaroslav Uhlíř: Nemít srdce – vadí… (2001)[29]
- „Mléčný bar“ – nápěv Jaroslav Uhlíř – Zdeněk Svěrák, Jaroslav Uhlíř: Hlavně nesmí býti smutno… (1995)[7]
- „Mně se líbí paní nadlesní“ – nápěv: Wolfgang Amadeus Mozart („Malá noční hudba“)[30]
- „Mniši jsou tiší“ – nápěv Jaroslav Uhlíř – Zdeněk Svěrák, Jaroslav Uhlíř: Hity a skorohity (2008)[5]
- „Mobil“ – nápěv Jaroslav Uhlíř – Zdeněk Svěrák, Jaroslav Uhlíř: Nemít prachy – nevadí… (1999)[6]
- „Modré z nebe“ – nápěv Petr Skoumal – Eva Košlerová: Včelí medvídci a Pučmeloud (2004)[27]
- „Moje milá plaví koně“ – nápěv Jaroslav Uhlíř – Zdeněk Svěrák, Jaroslav Uhlíř: Hlavně nesmí býti smutno… (1995)[7]
- „Moje teta Sylva“ – nápěv Jaroslav Uhlíř – Zdeněk Svěrák, Jaroslav Uhlíř: …zažít krachy – nevadí! (2003)[10]
- „Mokré klávesy“ – nápěv Jaroslav Uhlíř – Zdeněk Svěrák, Jaroslav Uhlíř: Nemít srdce – vadí… (2001)[29]
- „Mokré plavky“ – nápěv Jaroslav Uhlíř – Zdeněk Svěrák, Jaroslav Uhlíř: Není nutno… (1993)[23]
- „Mravenci v kredenci“ – nápěv Ivan Mládek[8]
- „Mravenčí ukolébavka“ – nápěv Jaroslav Uhlíř – Zdeněk Svěrák, Jaroslav Uhlíř: Není nutno… (1993)[23]
- „Mravenec jde trávou“ – nápěv Jaroslav Uhlíř – Zdeněk Svěrák, Jaroslav Uhlíř: Takovej ten s takovou tou (2009)[26]
- „Myš Lenka“ – nápěv Jaroslav Uhlíř – Zdeněk Svěrák, Jaroslav Uhlíř: …zažít nudu – vadí! (2005)[17]

## N
- „Na políčku v jetelíčku“ – nápěv Petr Skoumal – Písničky z Večerníčků (2014)[2]
- „Na zahrádce“ – nápěv Jaroslav Uhlíř – Zdeněk Svěrák, Jaroslav Uhlíř: Takovej ten s takovou tou (2009)[26]
- „Na Žižkaperku“ – nápěv Jaroslav Uhlíř – Zdeněk Svěrák, Jaroslav Uhlíř: …zažít krachy – nevadí! (2003)[10]
- „Náčelník má nátělník“ – nápěv Jaroslav Uhlíř – Zdeněk Svěrák, Jaroslav Uhlíř: …natož aby se brečelo (1997)[12]
- „Nám se stalo něco překrásného“ – nápěv Jaroslav Uhlíř – Zdeněk Svěrák, Jaroslav Uhlíř: 20 let písniček z pořadu Hodina zpěvu (2007)[32]
- „Národy, mějte se rády“ – nápěv Jaroslav Uhlíř – Zdeněk Svěrák, Jaroslav Uhlíř: …aby bylo přímo veselo (1994)[9]
- „Narovnej se“ – nápěv Jaroslav Uhlíř – Zdeněk Svěrák, Jaroslav Uhlíř: Nemít prachy – nevadí… (1999)[6]
- „Narozeninová“ – nápěv Jaroslav Uhlíř – Zdeněk Svěrák, Jaroslav Uhlíř: Není nutno… (1993)[23]
- „Nás by tak nejvíce vábilo“ – nápěv Petr Skoumal – Písničky z Večerníčků (2014)[2]
- „Nastává máj“ – nápěv Jaroslav Uhlíř – Zdeněk Svěrák, Jaroslav Uhlíř: 20 let písniček z pořadu Hodina zpěvu (2007)[32]
- „Náušnice z třešní“ – nápěv Jaroslav Uhlíř – Zdeněk Svěrák, Jaroslav Uhlíř: Hlavně nesmí býti smutno… (1995)[7]
- „Navštívil jsem psychiatra“ – nápěv Ivan Mládek[8]
- „Nedorozumění“ – nápěv Jaroslav Uhlíř – Zdeněk Svěrák, Jaroslav Uhlíř: …zažít krachy – nevadí! (2003)[10]
- „Němá panna“ – nápěv Jaroslav Uhlíř – Zdeněk Svěrák, Jaroslav Uhlíř: Alchymisti (2011)[3]
- "Není nutno"– nápěv Jaroslav Uhlíř – Zdeněk Svěrák, Jaroslav Uhlíř: Není nutno… (1993)[23]
- „Neopouštěj“ – nápěv Jaroslav Uhlíř – Zdeněk Svěrák, Jaroslav Uhlíř: Není nutno… (1993)[23]
- „Nepřestávám“ – nápěv Jaroslav Uhlíř – Zdeněk Svěrák, Jaroslav Uhlíř: Nemít prachy – nevadí… (1999)[6]
- „Ninini“ – nápěv Jaroslav Uhlíř – Zdeněk Svěrák, Jaroslav Uhlíř: Nemít prachy – nevadí… (1999)[6]
- „Noc do kapsy“ – nápěv Jaroslav Uhlíř – Zdeněk Svěrák, Jaroslav Uhlíř: Hity a skorohity (2008)[5]

## O
- „O 12 měsíčkách“ (minioperka) – nápěv Jaroslav Uhlíř – Zdeněk Svěrák, Jaroslav Uhlíř: Takovej ten s takovou tou (2009)[26]
- „O původu jazzu“ – nápěv Jaroslav Uhlíř – Zdeněk Svěrák, Jaroslav Uhlíř: …zažít krachy – nevadí! (2003)[10]
- „O radosti“ – nápěv Petr Skoumal – Písničky z Večerníčků (2014)[2]
- „O Vánocích až uslyšíš“ – nápěv Jaroslav Uhlíř – Dagmar Patrasová (1988)[46]
- „Oči a oka“ – nápěv Jaroslav Uhlíř – Zdeněk Svěrák, Jaroslav Uhlíř: …aby bylo přímo veselo (1994)[9]
- „Opičí kapela“ – nápěv Jaroslav Uhlíř – Zdeněk Svěrák, Jaroslav Uhlíř: Hlavně nesmí býti smutno… (1995)[7]
- „Ořech v medu“ – nápěv Jaroslav Uhlíř – Zdeněk Svěrák, Jaroslav Uhlíř: …aby bylo přímo veselo (1994)[9]
- „Oříšek s překvapením“ – nápěv Petr Skoumal – Eva Košlerová: Nové příběhy a písničky Včelích medvídků (1998)[31]
- „Ovádi“ – nápěv Jaroslav Uhlíř – Zdeněk Svěrák, Jaroslav Uhlíř: …zažít krachy – nevadí! (2003)[10]

## P
- „Padá kámen ze skály“ – nápěv Jaroslav Uhlíř – Faraon (1972)[47]
- „Pan doktor Janoušek“ – nápěv Jaroslav Uhlíř – Zdeněk Svěrák, Jaroslav Uhlíř: …aby bylo přímo veselo (1994)[9]
- „Pánbíčku, stůj při mně“ – nápěv Jaroslav Uhlíř – Zdeněk Svěrák, Jaroslav Uhlíř: Alchymisti (2011)[3]
- „Paní Pučmeloudová“ – nápěv Petr Skoumal – Eva Košlerová: Další příběhy Včelích medvídků (1997)[11]
- „Panský kočí“ – nápěv Jaroslav Uhlíř – Zdeněk Svěrák, Jaroslav Uhlíř: Hity a skorohity (2008)[5]
- „Paroží“ – nápěv Ivan Mládek[8]
- „Pasu, pasu písničky“ – nápěv Jaroslav Uhlíř – Dagmar Patrasová: Pasu, pasu písničky (2010)[28]
- „Permanentní skluz“ – nápěv Jaroslav Uhlíř – Zdeněk Svěrák, Jaroslav Uhlíř: Hity a skorohity (2008)[5]
- „Píseň hajného a dcer“ – nápěv Jaroslav Uhlíř – Trhák[48]
- „Písnička vážky“ – nápěv Petr Skoumal – Písničky z Večerníčků (2014)[2]
- „Pizzicato“ – nápěv Jaroslav Uhlíř – Zdeněk Svěrák, Jaroslav Uhlíř: …zažít krachy – nevadí! (2003)[10]
- „Ploty“ – nápěv Petr Skoumal – Eva Košlerová: Včelí medvídci a Pučmeloud (2004)[27]
- „Plovárna“ – nápěv Jaroslav Uhlíř – Zdeněk Svěrák, Jaroslav Uhlíř: Jupí (2014)[4]
- „Plyšová planeta“ – nápěv Jaroslav Uhlíř – Dagmar Patrasová: Narozeniny s Dádou[16]
- „Počítací“ – nápěv Jaroslav Uhlíř – Zdeněk Svěrák, Jaroslav Uhlíř: …zažít nudu – vadí! (2005)[17]
- „Pod dubem, za dubem“ – nápěv Jaroslav Uhlíř – Zdeněk Svěrák, Jaroslav Uhlíř: 20 let písniček z pořadu Hodina zpěvu (2007)[32]
- „Poníci“ – nápěv Jaroslav Uhlíř – Zdeněk Svěrák, Jaroslav Uhlíř: Vánoční a noční sny (2000)[19]
- „Poprchává“ – nápěv Jaroslav Uhlíř[13]
- „Popěvek kuřátek“ – nápěv Petr Skoumal – Písničky z Večerníčků (2014)[2]
- „Populační“ – nápěv Jaroslav Uhlíř – Zdeněk Svěrák, Jaroslav Uhlíř: …zažít nudu – vadí! (2005)[17]
- „Pousmání“ – nápěv Jaroslav Uhlíř – Zdeněk Svěrák, Jaroslav Uhlíř: Nemít prachy – nevadí… (1999)[6]
- „Poustevnický bál“ – nápěv Ivan Mládek[8]
- „Požehnaný čas“ – nápěv Jaroslav Uhlíř – Zdeněk Svěrák, Jaroslav Uhlíř: …natož aby se brečelo (1997)[12]
- „Prázdniny u babičky“ – nápěv Jaroslav Uhlíř – Zdeněk Svěrák, Jaroslav Uhlíř: …aby bylo přímo veselo (1994)[9]
- „Proč mě chce každý mít rád“ (spolupráce na textu Miloň Čepelka) – nápěv Zdeněk Petr – Helena Vondráčková: S písní vstříc ti běžím… (1975)[49]
- „Prolhané Karel“ – nápěv Jaroslav Uhlíř – Zdeněk Svěrák, Jaroslav Uhlíř: Hity a skorohity (2008)[5]
- „Prosinec“ – nápěv Jaroslav Uhlíř – Zdeněk Svěrák, Jaroslav Uhlíř: Není nutno… (1993)[23]
- „Prší“ – nápěv Jaroslav Uhlíř – Zdeněk Svěrák, Jaroslav Uhlíř: Jupí (2014)[4]
- „Průlet životem“ – nápěv Jaroslav Uhlíř – Josef Laufer: Dospělým dětem / Komediant (2009)[33]
- „Přátelé, chvátám, chvátám“ – nápěv Petr Skoumal – Písničky z Večerníčků (2014)[2]
- „Přečkáme déšť“ – nápěv Jaroslav Uhlíř – Zdeněk Svěrák, Jaroslav Uhlíř: Hity a skorohity (2008)[5]
- „Přijíždí k nám Večerníček“ – nápěv Jaroslav Uhlíř – Zdeněk Svěrák, Jaroslav Uhlíř: …zažít nudu – vadí! (2005)[17]
- „Příjmení“ – nápěv Jaroslav Uhlíř – Zdeněk Svěrák, Jaroslav Uhlíř: Alchymisti (2011)[3]
- „Psí divadlo“ – nápěv Jaroslav Uhlíř – Zdeněk Svěrák, Jaroslav Uhlíř: Nemít srdce – vadí… (2001)[29]
- „Psí píseň“ – nápěv Jaroslav Uhlíř – Dagmar Patrasová: Pasu, pasu písničky (2010)[28]
- „Psí spřežení“ – nápěv Jaroslav Uhlíř – Zdeněk Svěrák, Jaroslav Uhlíř: Nemít prachy – nevadí… (1999)[6]

## R
- „Račte dál“ – nápěv Josef Kolín – Milan Drobný: Vrátím se rád (1972)[18]
- „Radujte se, zvířata“ – nápěv Jaroslav Uhlíř – Zdeněk Svěrák, Jaroslav Uhlíř: Vánoční a noční sny (2000)[19]
- „Recepční“ – nápěv Jaroslav Uhlíř – Zdeněk Svěrák, Jaroslav Uhlíř: Hity a skorohity (2008)[5]
- „Rodná hrouda“ – nápěv Jaroslav Uhlíř – Zdeněk Svěrák, Jaroslav Uhlíř: …zažít krachy – nevadí! (2003)[10]
- „Rovnátka“ – nápěv Jaroslav Uhlíř – Zdeněk Svěrák, Jaroslav Uhlíř: Hlavně nesmí býti smutno… (1995)[7]
- „Rozsýpací hodiny“ – nápěv Petr Skoumal – Eva Košlerová: Další příběhy Včelích medvídků (1997)[11]

## Ř
- „Řekněte jí, ať mě nechá spát“ – nápěv Josef Kolín – Prominence (1970)[22]
- „Říkadla“ – nápěv Jaroslav Uhlíř – Zdeněk Svěrák, Jaroslav Uhlíř: Nemít srdce – vadí… (2001)[29]

## S
- „Saská polka“ – nápěv Jaroslav Uhlíř – Zdeněk Svěrák, Jaroslav Uhlíř: Alchymisti (2011)[3]
- „Semiška“ – nápěv Jaroslav Uhlíř – Zdeněk Svěrák, Jaroslav Uhlíř: Není nutno… (1993)[23]
- „Severní vítr“ – nápěv Jaroslav Uhlíř – Zdeněk Svěrák, Jaroslav Uhlíř: Hity a skorohity (2008)[5]
- „Skálo, skálo, skálo“ – nápěv Jaroslav Uhlíř – Zdeněk Svěrák, Jaroslav Uhlíř: …aby bylo přímo veselo (1994)[9]
- „Slunce už vysouší loužičky“ – nápěv Petr Skoumal – Písničky z Večerníčků (2014)[2]
- „Sluneční prasátko“ – nápěv Petr Skoumal – Eva Košlerová: Další příběhy Včelích medvídků (1997)[11]
- „Snídaně“ – nápěv Jaroslav Uhlíř – Zdeněk Svěrák, Jaroslav Uhlíř: Jupí (2014)[4]
- „Sníh, bílé potěšení“ – nápěv Jaroslav Uhlíř – Zdeněk Svěrák, Jaroslav Uhlíř: Vánoční a noční sny (2000)[19]
- „Sobolí čepička“ – nápěv Jaroslav Uhlíř – Zdeněk Svěrák, Jaroslav Uhlíř: Hity a skorohity (2008)[5]
- „Soňa ví“ – nápěv Jaroslav Uhlíř – Zdeněk Svěrák, Jaroslav Uhlíř: Není nutno… (1993)[23]
- „Spadla kroupa do kraje“ – nápěv Petr Skoumal – Písničky z Večerníčků (2014)[2]
- „Spící kapitán“ – nápěv Jaroslav Uhlíř – Jiří Štědroň: Tvůj stín je mým pánem… (1972)[50]
- „Spím, to se má“ – nápěv Jaroslav Uhlíř – Zdeněk Svěrák, Jaroslav Uhlíř: Vánoční a noční sny (2000)[19]
- „Splešťule blátivá“ – nápěv Petr Skoumal – Eva Košlerová: Další příběhy Včelích medvídků (1997)[11]
- „Starý sako“ – nápěv Jaroslav Uhlíř – Zdeněk Svěrák, Jaroslav Uhlíř: Jupí (2014)[4]
- „Statistika“ – nápěv Jaroslav Uhlíř – Dagmar Patrasová: Pasu, pasu písničky (2010)[28]
- „Stožáry (vysokého napětí)“ – nápěv Jaroslav Uhlíř – Zdeněk Svěrák, Jaroslav Uhlíř: Jupí (2014)[4]
- „Straka“ – nápěv Jaroslav Uhlíř – Zdeněk Svěrák, Jaroslav Uhlíř: …zažít nudu – vadí! (2005)[17]
- „Strašidelný klobouk“ – nápěv Petr Skoumal – Eva Košlerová: Příběhy včelích medvídků (1995)[14]
- „Strašidýlko Emílek“ – nápěv Jaroslav Uhlíř – Zdeněk Svěrák, Jaroslav Uhlíř: Vánoční a noční sny (2000)[19]
- „Stromy“ – nápěv Jaroslav Uhlíř – Zdeněk Svěrák, Jaroslav Uhlíř: …zažít krachy – nevadí! (2003)[10]
- „Svatební holínky“ – nápěv Ivan Mládek[8]
- „Svátek zvířat“ – nápěv Jaroslav Uhlíř – Zdeněk Svěrák, Jaroslav Uhlíř: Hlavně nesmí býti smutno… (1995)[7]
- „Svět je malá škola“ – nápěv Jaroslav Uhlíř – Zdeněk Svěrák, Jaroslav Uhlíř: …zažít krachy – nevadí! (2003)[10]
- „Světové Vánoce“ – nápěv Jaroslav Uhlíř – Zdeněk Svěrák, Jaroslav Uhlíř: Vánoční a noční sny (2000)[19]

## Š
- „Šel nádražák na mlíčí“ – nápěv Jaroslav Uhlíř – Zdeněk Svěrák, Jaroslav Uhlíř: Hity a skorohity (2008)[5]
- „Šípková Růženka“ – nápěv Richard Blackmore a David Coverdale („Soldier of Fortune“) – zpěv: Jiří Schelinger (1976)[39]
- „Šípková Růženka“ (minioperka) – nápěv Jaroslav Uhlíř – Zdeněk Svěrák, Jaroslav Uhlíř: Takovej ten s takovou tou (2009)[26]
- „Školní“ – nápěv Petr Skoumal – Eva Košlerová: Včelí medvídci a Pučmeloud (2004)[27]
- „Štěstí“ – nápěv Josef Kolín – Prominence (1970)[22]
- „Švadlenka Madlenka“ – nápěv Ivan Mládek[8]
- „Švagr má bagr“ – nápěv Mojmír Smékal[8]
- „Šupy dupy dup“ – nápěv Jaroslav Uhlíř – Zdeněk Svěrák, Jaroslav Uhlíř: 20 let písniček z pořadu Hodina zpěvu (2007)[32]

## T
- „Ta naše hospoda“ – nápěv Jaroslav Uhlíř – Zdeněk Svěrák, Jaroslav Uhlíř: …aby bylo přímo veselo (1994)[9]
- „Tajná místa“ – nápěv Jaroslav Uhlíř – Dagmar Patrasová: Vánoce s Dádou (1996)[40]
- „Tak jsme čapli zlodějíčka“ – nápěv Petr Skoumal – Písničky z Večerníčků (2014)[2]
- „Tam, kde v noci jasně svítí světlušky“ – nápěv Petr Skoumal – Písničky z Večerníčků (2014)[2]
- „Tatínek Pučmeloud“ – nápěv Petr Skoumal – Eva Košlerová: Včelí medvídci a Pučmeloud (2004)[27]
- „Tatínku, lehce“ – nápěv Jaroslav Uhlíř – Zdeněk Svěrák, Jaroslav Uhlíř: Vánoční a noční sny (2000)[19]
- „Teče řeka údolím“ – nápěv Josef Kolín – Václav Neckář: ? (1971)[51]
- „Těšení“ – nápěv Jaroslav Uhlíř – Zdeněk Svěrák, Jaroslav Uhlíř: Vánoční a noční sny (2000)[19]
- „Tchýně“ – nápěv Jaroslav Uhlíř – Zdeněk Svěrák, Jaroslav Uhlíř: Nemít srdce – vadí… (2001)[29]
- „Tkají tkalci, malíčky i palci“ – nápěv Petr Skoumal – Písničky z Večerníčků (2014)[2]
- „Tlaková níže“ – nápěv Petr Skoumal – Eva Košlerová: Příběhy včelích medvídků (1995)[14]
- „To je hezky“ – nápěv Jaroslav Uhlíř – Zdeněk Svěrák, Jaroslav Uhlíř: Hity a skorohity (2008)[5]
- „To mám krásnou ubikaci“ – nápěv Petr Skoumal – Písničky z Večerníčků (2014)[2]
- „To se jinde nestane“ – nápěv Jaroslav Uhlíř – Zdeněk Svěrák, Jaroslav Uhlíř: Takovej ten s takovou tou (2009)[26]
- „Topné období“ – nápěv Jaroslav Uhlíř – Zdeněk Svěrák, Jaroslav Uhlíř: Hity a skorohity (2008)[5]
- „Trhovec“ – nápěv Jaroslav Uhlíř – Zdeněk Svěrák, Jaroslav Uhlíř: Alchymisti (2011)[3]
- „Trpasličí svatba“ – nápěv Jaroslav Uhlíř – Rangers (Plavci): Otvíráme plovárnu (1980)[52]

## U
- „Ukradené potěšení“ – nápěv Petr Skoumal – Eva Košlerová: Další příběhy Včelích medvídků (1997)[11]
- „Ulice, ulice“ – nápěv Jaroslav Uhlíř – Zdeněk Svěrák, Jaroslav Uhlíř: …zažít krachy – nevadí! (2003)[10]
- „Umím prase zepředu“ – nápěv Jaroslav Uhlíř – Zdeněk Svěrák, Jaroslav Uhlíř: …zažít krachy – nevadí! (2003)[10]
- „Úsudkový příklad“ – nápěv Jaroslav Uhlíř – Zdeněk Svěrák, Jaroslav Uhlíř: Alchymisti (2011)[3]
- „Už jsem si vybíral jívu“ (spolupráce na textu Miloň Čepelka) – nápěv Zdeněk Petr – Václav Neckář: Tomu, kdo nás má rád (1975)[53]

## V
- „V Čudu“ – nápěv Jaroslav Uhlíř – Zdeněk Svěrák, Jaroslav Uhlíř: Nemít prachy – nevadí… (1999)[6]
- „V jádru“ – nápěv Ivan Mládek[8] – Banjo Band: Banjo, z pytle ven! (1985)[54]
- „V myslivně chudé“ – nápěv Jaroslav Uhlíř[13]
- „Vánoce, ach Vánoce“ – nápěv Jaroslav Uhlíř – Zdeněk Svěrák, Jaroslav Uhlíř: Vánoční a noční sny (2000)[19]
- „Vážení, vážení, máme rádi sázení“ – nápěv Petr Skoumal – Písničky z Večerníčků (2014)[2]
- „Včely“ – nápěv Jaroslav Uhlíř – Zdeněk Svěrák, Jaroslav Uhlíř: …zažít nudu – vadí! (2005)[17]
- „Vemte mě na vor“ – nápěv Jaroslav Uhlíř[13]
- „Věruš“ – nápěv Jaroslav Uhlíř – Zdeněk Svěrák, Jaroslav Uhlíř: Alchymisti (2011)[3]
- „Větrný mlýn“ – nápěv Josef Kolín – Elena Lukášová: Rozdej vůni snům (1971)[55]
- „Větře, větříčku“ – nápěv Jaroslav Uhlíř (z tilmu S čerty nejsou žerty)[56]
- „Veselá I.“ – nápěv Petr Skoumal – Eva Košlerová: Včelí medvídci a Pučmeloud (2004)[27]
- „Veselá II.“ – nápěv Petr Skoumal – Eva Košlerová: Včelí medvídci a Pučmeloud (2004)[27]
- „Vilém peče housky“[p 4] – nápěv Lonnie Donegan („My Old Man The Dustman“) – Naďa Urbánková: ? (1973)[34]
- „Vinná muška“ – nápěv Jaroslav Uhlíř – Zdeněk Svěrák, Jaroslav Uhlíř: Alchymisti (2011)[3]
- „Vítej na světě“ – nápěv Jaroslav Uhlíř – Zdeněk Svěrák, Jaroslav Uhlíř: Nemít srdce – vadí… (2001)[29]
- „Vlaková holka“ – nápěv Jaroslav Uhlíř – Zdeněk Svěrák, Jaroslav Uhlíř: Hity a skorohity (2008)[5]
- „Vlasy až na záda“ – nápěv Jaroslav Uhlíř – Zdeněk Svěrák, Jaroslav Uhlíř: Nemít srdce – vadí… (2001)[29]
- „Vlčí máky“ – nápěv Jaroslav Uhlíř – Zdeněk Svěrák, Jaroslav Uhlíř: …zažít nudu – vadí! (2005)[17]
- „Vlnitý plech“ – nápěv Jaroslav Uhlíř – Zdeněk Svěrák, Jaroslav Uhlíř: Hity a skorohity (2008)[5]
- „Voda, voděnka“ – nápěv Jaroslav Uhlíř – Zdeněk Svěrák, Jaroslav Uhlíř: …aby bylo přímo veselo (1994)[9]
- „Vodojem“ – nápěv Jaroslav Uhlíř – Zdeněk Svěrák, Jaroslav Uhlíř: Nemít prachy – nevadí… (1999)[6]
- „Vodoléčba“ – nápěv Jaroslav Uhlíř – Zdeněk Svěrák, Jaroslav Uhlíř: Alchymisti (2011)[3]
- „Vodoměrka“ – nápěv Jaroslav Uhlíř – Zdeněk Svěrák, Jaroslav Uhlíř: Hlavně nesmí býti smutno… (1995)[7]
- „Všechno máme schovaný“ – nápěv Jaroslav Uhlíř – Zdeněk Svěrák, Jaroslav Uhlíř: …natož aby se brečelo (1997)[12]
- „Vykárka a Tykárka“ – nápěv Jaroslav Uhlíř – Zdeněk Svěrák, Jaroslav Uhlíř: Hlavně nesmí býti smutno… (1995)[7]
- „Vytáhnu rolety“ – nápěv Mojmír Smékal – Banjo Band (1975)[54]
- „Vyznávejte si lásku“ – nápěv Jaroslav Uhlíř[13]
- „Vzducholoď“ – nápěv Jaroslav Uhlíř – Zdeněk Svěrák, Jaroslav Uhlíř: …natož aby se brečelo (1997)[12]
- „Vzpomínka na Ježka“ – nápěv Jaroslav Uhlíř – Zdeněk Svěrák, Jaroslav Uhlíř: …aby bylo přímo veselo (1994)[9]

## Z
- „Z OPBH na LVT“ – nápěv Jaroslav Uhlíř – Zdeněk Svěrák, Jaroslav Uhlíř: Hity a skorohity (2008)[5]
- „Začínám končit“ – nápěv Jaroslav Uhlíř – Zdeněk Svěrák, Jaroslav Uhlíř: Hity a skorohity (2008)[5]
- „Zajíc na bobku“ – nápěv Jaroslav Uhlíř – Zdeněk Svěrák, Jaroslav Uhlíř: …zažít krachy – nevadí! (2003)[10]
- „Zalévám květiny“ – nápěv Jaroslav Uhlíř – Zdeněk Svěrák, Jaroslav Uhlíř: Alchymisti (2011)[3]
- „Zapadání“ – nápěv Jaroslav Uhlíř – Zdeněk Svěrák, Jaroslav Uhlíř: Nemít srdce – vadí… (2001)[29]
- „Zapomnětlivá“ – nápěv Jaroslav Uhlíř – Zdeněk Svěrák, Jaroslav Uhlíř: Takovej ten s takovou tou (2009)[26]
- „Září“ – nápěv Jaroslav Uhlíř – Zdeněk Svěrák, Jaroslav Uhlíř: Není nutno… (1993)[23]
- „Zavolejte stráže“ – nápěv Jaroslav Uhlíř – Zdeněk Svěrák, Jaroslav Uhlíř: 20 let písniček z pořadu Hodina zpěvu (2007)[32]
- „Zhubla Nina“ – nápěv Jaroslav Uhlíř – Zdeněk Svěrák, Jaroslav Uhlíř: Nemít prachy – nevadí… (1999)[6]
- „Zipy“ – nápěv Jaroslav Uhlíř – Zdeněk Svěrák, Jaroslav Uhlíř: …zažít krachy – nevadí! (2003)[10]
- „Zkratky“ – nápěv Jaroslav Uhlíř – Zdeněk Svěrák, Ladislav Smoljak
- „Zkoušení“ – nápěv Jaroslav Uhlíř – Zdeněk Svěrák, Jaroslav Uhlíř: Takovej ten s takovou tou (2009)[26]
- „Zlatnická“ – nápěv Jaroslav Uhlíř – Zdeněk Svěrák, Jaroslav Uhlíř: Není nutno… (1993)[23]
- „Zlatý voči“ – nápěv Jaroslav Uhlíř – Zdeněk Svěrák, Jaroslav Uhlíř: Jupí (2014)[4]
- „Ztráty a nálezy“ – nápěv Jaroslav Uhlíř – Zdeněk Svěrák, Jaroslav Uhlíř: …natož aby se brečelo (1997)[12]
- „Zub hlouposti“ – nápěv Petr Skoumal – Eva Košlerová: Nové příběhy a písničky Včelích medvídků (1998)[31]
- „Zvonku, zazvoň cinkylinky“ – nápěv Petr Skoumal – Písničky z Večerníčků (2014)[2]

## Ž
- „Železničářská“ – nápěv Jaroslav Uhlíř[13]
- „Žížalí pomník“ – nápěv Jaroslav Uhlíř – Dagmar Patrasová: Baby studio s Dádou (1995)[57]